# Prytania straeleni
Prytania straeleni là một loài bướm đêm thuộc phân họ Arctiinae, họ Erebidae.